# Campeonato Femenino de la Concacaf de 1991
El Campeonato Femenino de la Concacaf de 1991 fue la Primera Edición official donde la Concacaf organizó un torneo entre selecciones femeniles. El torneo tuvo sede en Haití, este torneo después se convertiría en la Copa de Oro Femenina de la Concacaf, que también es el torneo de eliminación para la Copa Mundial Femenina de Fútbol.

## Sede
| Puerto Príncipe      |
| -------------------- |
| Estadio Sylvio Cator |
| Capacidad: 23 000    |
|                      |

## Participantes
Participaron ocho selecciones nacionales de fútbol afiliadas a la Concacaf, divididas en dos grupos:
| Equipos participantes | Equipos participantes | Equipos participantes | Equipos participantes | Equipos participantes |
| --------------------- | --------------------- | --------------------- | --------------------- | --------------------- |
| Canadá                | Estados Unidos        | Jamaica               | México                |                       |
| Costa Rica            | Haití                 | Martinica             | Trinidad y Tobago     |                       |

## Resultados
Los horarios corresponden a la hora de Haití (UTC-?)

### Primera fase

#### Grupo A
| Equipo     | Pts | PJ | PG | PE | PP | GF | GC |
| ---------- | --- | -- | -- | -- | -- | -- | -- |
| Canadá     | 9   | 3  | 3  | 0  | 0  | 17 | 0  |
| Haití      | 6   | 3  | 2  | 0  | 1  | 5  | 2  |
| Costa Rica | 3   | 3  | 1  | 0  | 2  | 2  | 11 |
| Jamaica    | 0   | 3  | 0  | 0  | 3  | 1  | 12 |

| Fecha               | Lugar           | Local      | Resultado | Visitante  |
| ------------------- | --------------- | ---------- | --------- | ---------- |
| 16 de abril de 1991 | Puerto Príncipe | Costa Rica | 0 – 6     | Canadá     |
| 17 de abril de 1991 | Puerto Príncipe | Haití      | 1 – 0     | Jamaica    |
| 19 de abril de 1991 | Puerto Príncipe | Haití      | 4 – 0     | Costa Rica |
| 19 de abril de 1991 | Puerto Príncipe | Canadá     | 9 – 0     | Jamaica    |
| 21 de abril de 1991 | Puerto Príncipe | Canadá     | 2 – 0     | Haití      |
| 21 de abril de 1991 | Puerto Príncipe | Jamaica    | 1 – 2     | Costa Rica |

#### Grupo B
| Equipo            | Pts | PJ | PG | PE | PP | GF | GC |
| ----------------- | --- | -- | -- | -- | -- | -- | -- |
| Estados Unidos    | 9   | 3  | 3  | 0  | 0  | 34 | 0  |
| Trinidad y Tobago | 4   | 3  | 1  | 1  | 1  | 4  | 12 |
| México            | 3   | 3  | 1  | 0  | 2  | 9  | 16 |
| Martinica         | 0   | 3  | 0  | 1  | 2  | 2  | 21 |

| Fecha               | Lugar           | Local             | Resultado | Visitante         |
| ------------------- | --------------- | ----------------- | --------- | ----------------- |
| 18 de abril de 1991 | Puerto Príncipe | Estados Unidos    | 12 – 0    | México            |
| 18 de abril de 1991 | Puerto Príncipe | Martinica         | 1 – 1     | Trinidad y Tobago |
| 20 de abril de 1991 | Puerto Príncipe | Estados Unidos    | 12 – 0    | Martinica         |
| 20 de abril de 1991 | Puerto Príncipe | Trinidad y Tobago | 3 – 1     | México            |
| 22 de abril de 1991 | Puerto Príncipe | México            | 8 – 1     | Martinica         |
| 22 de abril de 1991 | Puerto Príncipe | Trinidad y Tobago | 0 – 10    | Estados Unidos    |

### Fase Final
|  | Semifinales         | Semifinales         |   |       | Final               | Final               |  |
|  | 23 de abril de 1991 | 23 de abril de 1991 |   |       | 24 de abril de 1991 | 24 de abril de 1991 |  |
|  |                     |                     |   |       |                     |                     |  |
|  |                     |                     |   |       |                     |                     |  |
|  | Estados Unidos      | 10                  |   |       |                     |                     |  |
|  | Haití               | 0                   |   |       |                     |                     |  |
|  |                     |                     |   |       |                     |                     |  |
|  |                     |                     |   |       |                     |                     |  |
|  |                     |                     |   |       | Estados Unidos      | 5                   |  |
|  |                     | Canadá              | 0 |       |                     |                     |  |
|  |                     |                     |   |       |                     |                     |  |
|  |                     |                     |   |       |                     |                     |  |
|  |                     |                     |   |       | Tercer lugar        |                     |  |
|  |                     |                     |   |       |                     |                     |  |
|  | Canadá              | 6                   |   | Haití | 2                   |                     |  |
|  | Trinidad y Tobago   | 0                   |   |       | Trinidad y Tobago   | 4                   |  |

## Clasificados
| Estados Unidos |

## Estadísticas

### Tabla general
| Equipo | Equipo            | Pts. | PJ | PG | PE | PP | GF | GC | Dif. |
| ------ | ----------------- | ---- | -- | -- | -- | -- | -- | -- | ---- |
| 1      | Estados Unidos    | 15   | 5  | 5  | 0  | 0  | 49 | 0  | +49  |
| 2      | Canadá            | 12   | 5  | 4  | 0  | 1  | 23 | 5  | +18  |
| 3      | Trinidad y Tobago | 7    | 5  | 2  | 1  | 2  | 8  | 20 | -12  |
| 4      | Haití             | 6    | 5  | 2  | 0  | 3  | 7  | 16 | -9   |
| 5      | México            | 3    | 3  | 1  | 0  | 2  | 9  | 16 | -7   |
| 6      | Costa Rica        | 3    | 3  | 1  | 0  | 2  | 2  | 11 | -9   |
| 7      | Martinica         | 1    | 3  | 0  | 1  | 2  | 2  | 21 | -19  |
| 8      | Jamaica           | 0    | 3  | 0  | 0  | 3  | 1  | 12 | -11  |